# Hanna Kowalska-Pamięta
Hanna Kowalska-Pamięta – polska pisarka. Ukończyła studia polonistyczne na Uniwersytecie Warszawskim. Pracowała m.in. w Radiu Bis, w miesięczniku dla dzieci i młodzieży DeDe Reporter, jak również jako dziennikarka i fotoreporterka w Płomyczku. Matka córek – Tosi, Dominiki i Emilki.

## Twórczość
- Pamiętnik jedynaczki (2004)
- Pamiętnik jedynaczki 2 (2006)
- Kto nie lubi Klary? (2006)
- Wspomnienia Kury Domowej (2009)
- Ewa i idealna opiekunka (2013)